# Lugna Favoriter
För andra betydelser, se Lugna Favoriter (olika betydelser).
Lugna Favoriter är en kommersiell radiostation som spelar lugn populärmusik via FM-bandet, DAB+ och över Internet. Stationens primära utbud är musik och ett vuxen tilltal med sparsamt prat. När kanalen lanserades den 19 april 1996 spelades en konsekvent blandning av bekanta och populära lugna låtar med tyngd på 1980- och 1990-talen (Soft AC) och musiken har under åren moderniserats. Under morgonsändningarna finns även kortare nyheter, trafikinformation och väderuppdateringar. I Stockholm hade stationen under lång tid flest lyssnare inom den privata lokalradion, men har de senaste åren halkat efter och både RIX FM och Mix Megapol har gått om i antalet lyssnare. Lugna Favoriter började sända även i Göteborg år 2002. Den 1 september 2008 togs Lugna favoriter bort från Göteborg och 1 januari 2009 försvann Lugna favoriter även från Halmstad, Örnsköldsvik och Hälsingland till förmån för Rix FM.
Lugna Favoriter startades och ägdes i början av mediakoncernen CLT-UFA, som tidigare drev Radio Luxemburg och som år 2000 bytte namn till RTL Group. Sedan 2002 ingår kanalen i Nordic Entertainment Group, i samma företag ingår även Rix FM, Bandit Rock, Power Hit Radio och Star FM.
Den 1 augusti 2018 upphörde sändningstillståndet på FM för Lugna Favoriter och de försvann från FM-radiosändarna. Lugna Favoriter sände därefter via DAB-radio och Internet. Lugna Favoriters klassiska FM-frekvens i Stockholm 104,7 MHz sände fram till januari 2021 istället Lugna Klassiker med ett snarlikt musikutbud, därefter. På nyårsdagen 2022 återkom Lugna Favoriter i FM-bandet på 107.5 MHz.

## Historik
- 19 april 1996 -  Lugna Favoriter startar sändningar i Stockholm. Ersätter genom detta Radio Q.
- 6 februari 2002 - Sändningar startar i Göteborg.
- 1 september 2003 -  Sändningar startar i Umeå.
- 1 september 2004 -  Sändningar startar i Halmstad, Hudiksvall, Kristianstad, Luleå, Skellefteå, Trestadsområdet och Örnsköldsvik.
- 10 juli 2005 - Lugna Favoriter börjar sända i Östergötland och Sörmland.
- 1 september 2008 - Lugna Favoriter upphörde att sända i Göteborg och ersattes av Bandit Rock.
- 1 januari 2009 - Lugna Favoriter upphörde att sända i Örnsköldsvik, Hudiksvall och Halmstad. Rix FM tog över frekvenserna.
- 1 juli 2009 - Lugna Favoriter upphörde att sända i Umeå. Rix FM tog över frekvensen.
- 1 juli 2010 - Lugna Favoriter upphörde att sända i Kristianstad, Luleå, Norrköping, Nyköping, Ringarum, Skellefteå, Trollhättan (Trestad) och Uppsala. Bandit Rock tog över frekvenserna.
- 23 november 2015 - Lugna Favoriter börjar sända från Göteborg på 107,8.[1]
- 25 januari 2016 - Lugna Favoriter börjar sända från Nyköping 105,7 och Norrköping 104,9.
- 1 augusti 2018 - Lugna Favoriter slutar sända på FM-nätet och övergår till att sända enbart över Internet.[2]
- 1 januari 2022 - Lugna Favoriter tar över Julkanalens frekvens 107.5 på Nyårsdagen och börjar då åter igen sända på FM-nätet.

## Programledare som hörts på Lugna Favoriter

### Nuvarande
Kanalen var mellan 1 augusti 2018 och 1 januari 2022 inte bemannad med programledare utan spelade enbart musik.

### 1996-2002
- Peter Borossy
- Hasse Eriksson
- Martin Rapp
- Wivianne Svedberg
- Anna Nederdal
- Annelie Berg
- Camilla Nordqvist
- Åsa Lindell
- Murinka Printz
- Tobias Heldt
- Torkel Odéen

### 2002-2018
- Hasse Eriksson
- Martin Rapp
- Wivianne Svedberg
- Maria Lindberg
- Sanna Stenvall
- Thomas Hindersson
- Linda Myron
- Stefan Halvardsson
- Malin Berghagen
- Josefin Lavhammar
- Christian Hedlund
- Niclas Jonzon
- Patrik Airosto
- Niclas Wahlgren
- Robin Calmegård
- Robin Söderlund